# Intergem
Die Intergem ist eine Fachmesse für Edelsteine, Edelsteinschmuck und Edelsteinobjekte. Sie findet seit 1985 jährlich im September/Oktober in Idar-Oberstein statt und dient in- wie ausländischen Herstellern und Händlern als Darstellungsplattform. Ca. 100 Aussteller nehmen jährlich an der Veranstaltung teil. Ausrichter ist die Intergem Messe GmbH.

## Standort
Die ersten Messen in den 1980er Jahren fanden in den Tennishallen im Stadtteil Algenrodt statt, die für die Dauer der Messe umgebaut wurden.

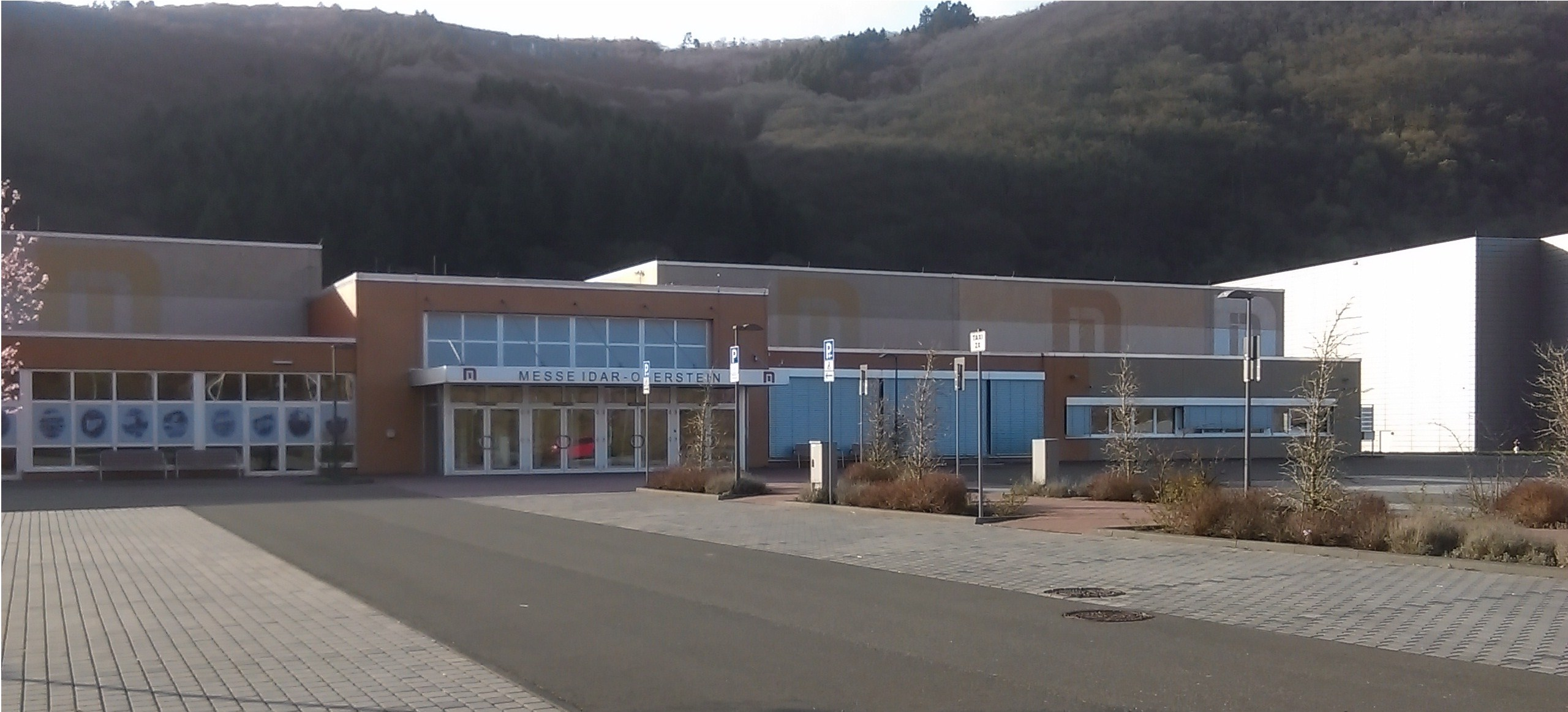
Veranstaltungsort der Intergem

Seit 2009 wird die Intergem in der neu errichteten städtischen Messe im Gewerbepark Nahetal durchgeführt. Die Betreibergesellschaft „Intergem Messe GmbH“ hat ihre Bürogebäude auf dem Gelände der Messe Idar-Oberstein.

## Eröffnung
Traditionell wird die Intergem von Persönlichkeiten des öffentlichen Lebens eröffnet. Unter anderem war dies 1993 der damalige Bundeskanzler Helmut Kohl.
Die Intergem 2008 fand vom 3. bis zum 6. Oktober mit über 160 Ausstellern statt. 2016 waren es nur 118 Aussteller, was mit einem allgemeinen Rückwärtstrend im Messebereich erklärt wurde. Um diesem entgegenzuwirken, hat die Ausrichtergesellschaft, zusammen mit den Ausstellern und der Politik, ein Planungsgruppe ins Leben gerufen, Intergem 2020, die langfristig das Konzept der Messe auf die veränderten Bedürfnisse der Branche anpassen soll.